# Напряжённо-деформированное состояние
Напряженно-деформированное состояние — совокупность напряжений и деформаций, возникающих при действии на материальное тело внешних нагрузок, температурных полей и других факторов.
Совокупность напряжений полностью характеризует напряжённое состояние частицы тела. Эту совокупность записывают в виде тензора напряжений, {\displaystyle T_{\sigma }}:
{\displaystyle {T_{\sigma }}=\left[{\begin{matrix}\sigma _{x}&\tau _{xy}&\tau _{xz}\\\tau _{yx}&\sigma _{y}&\tau _{yz}\\\tau _{zx}&\tau _{zy}&\sigma _{z}\\\end{matrix}}\right]}
Совокупность компонентов деформации характеризует деформированное состояние частицы тела. Эту совокупность записывают в виде тензора деформации:
{\displaystyle {T_{\varepsilon }}=\left[{\begin{matrix}\varepsilon _{x}&\varepsilon _{xy}&\varepsilon _{xz}\\\varepsilon _{yx}&\varepsilon _{y}&\varepsilon _{yz}\\\varepsilon _{zx}&\varepsilon _{zy}&\varepsilon _{z}\\\end{matrix}}\right]}

## Основные виды напряжённо-деформированного состояния
- Растяжение
- Сжатие
- Плоский чистый сдвиг

При растяжении и сжатии осевая деформация определяется законом Гука:
{\displaystyle \varepsilon _{z}={\frac {\sigma _{z}}{E}}}
При растяжении и сжатии поперечные деформации определяются законом Пуассона:
{\displaystyle \varepsilon _{x}=-\mu \varepsilon _{y}=-\mu \varepsilon _{z}}
При плоском чистом сдвиге деформация сдвига определяются соотношением:
{\displaystyle \gamma ={\frac {\tau }{G}}}
Напряжённое состояние называется линейным, если только одно главное напряжение отлично от нуля. Напряжённое состояние называется плоским, если векторы напряжений {\displaystyle \sigma _{x}}, {\displaystyle \sigma _{y}} и {\displaystyle \tau _{xy}} лежат в одной плоскости. Напряжённое состояние называется объёмным, если все три главных напряжения {\displaystyle \sigma _{x}}, {\displaystyle \sigma _{y}} и {\displaystyle \sigma _{z}} отличны от нуля. Объёмное напряжённо-деформированное состояние можно разложить на сумму двух состояний: трёхосного растяжения и сложного сдвига в трёх координатных плоскостях.